# Gutshaus Lancken

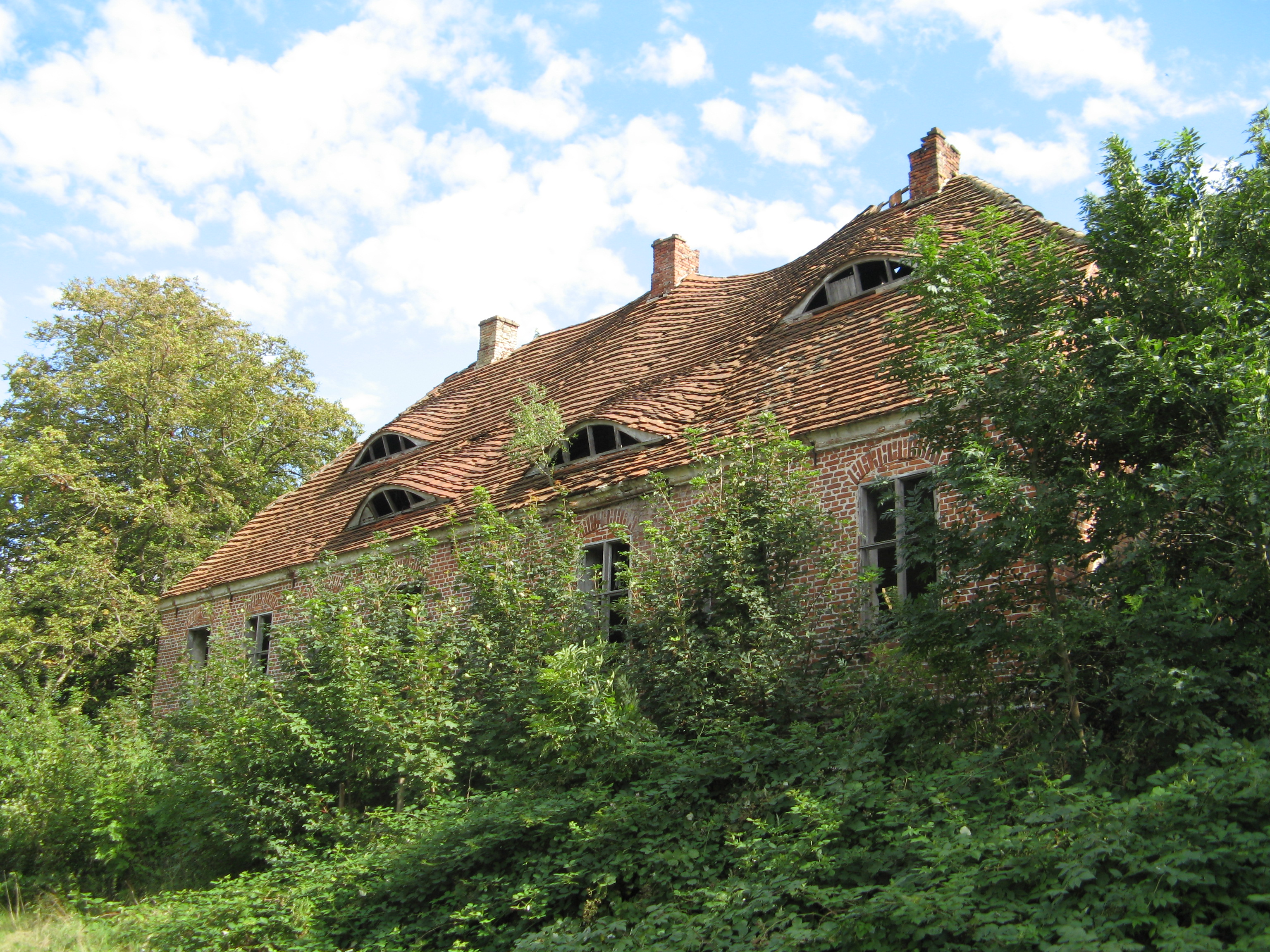
Das Gutshaus im Jahr 2007 aus nordwestlicher Richtung

Das Gutshaus Lancken ist ein Herrenhaus in Lancken, einem Ortsteil von Dranske im Landkreis Vorpommern-Rügen. Der zweigeschossige Backsteinbau wurde 1608 errichtet und verblieb fast 300 Jahre im Besitz der Familie Lancken. Es befindet sich heute trotz reizvoller Lage und Architektur in einem äußerst desolaten Zustand. Die Gutshaus-Ruine ist ebenso wie der dazugehörige Park mit seiner Hauptallee in der Liste der Baudenkmale im Landkreis Vorpommern-Rügen erfasst.

## Geschichte
Das Gutshaus wurde im Jahr 1608 im Auftrag von Christoph von der Lancken an seiner heutigen Stelle als Teil eines neu geschaffenen Hofguts erbaut. In zwei weiteren Bauphasen, um 1680 und um 1720 wurde das Gebäude zweigeschossig ausgebaut und erhielt seine heutige Gestalt.
Das Gut befand sich bis 1878 im Besitz der Familie von der Lancken, bevor es an Max Wandhausen verkauft wurde. Durch Heirat gelangte das Gut in den Besitz der Familie Klincke, die 1945 enteignet wurde und das Gut somit in Staatsbesitz der DDR überging. Nach 1945 wurde das Gut aufgesiedelt und das Herrenhaus als Flüchtlingslager benutzt.
Der zunehmende Verfall der Anlage veranlasste die letzten Bewohner des Hauses dieses 1963 zu verlassen. Es steht seitdem leer und verfällt zusehends. Pläne, das Herrenhaus zu einem Feriendomizil mit Golfresort auszubauen wurden (bisher) nicht in die Tat umgesetzt. 2007 wurde das Dach notdürftig mit Planen und Holzlatten witterungsbeständig gemacht. Trotz angefangener Sanierungsarbeiten verfällt das Gebäude weiterhin, obgleich es zu den ältesten erhaltenen Gutshäusern des von vielen Kriegen verheerten Vorpommern gehört. Der Gutspark ist eine herausragende Schöpfung von 1720 bis 1730, die im Falle einer Sanierung den bekannteren Park Juliusruh, der ebenfalls von der Familie von der Lancken ab 1795 angelegt wurde, aufgrund vieler rudimentär erhaltener Details qualitativ übertreffen könnte.

## Gebäude
Das Gutshaus ist ein zweigeschossiger traufständiger Backsteinbau der Spätrenaissance mit Krüppelwalmen an beiden Giebeln. Beide Geschosse verfügen über acht Fensterachsen. Im Obergeschoss schließen die Fenster rechteckig ab; im Erdgeschoss mit Rundbogen. Zwei der Erdgeschossfenster wurden durch ein großes Eingangsportal ersetzt. Am südwestlichen Giebel sowie an die südöstliche Traufseite des Hauses schlossen sich ehemals Anbauten an, die heutzutage fast vollständig abgegangen sind. Den Abschluss des Daches bildet ein steiles Sparrendach mit mehreren Fledermausgauben auf beiden Hauptdachflächen.
Von der einst reichen Ausstattung des Herrenhauses blieb nichts erhalten. Im Inneren führte eine dreiläufige Treppe in das Obergeschoss, die Holzdecke der Eingangshalle war mit Malereien versehen und in einzelnen Räumen waren Stuckaturen angebracht, die um 1800 gefertigt worden waren. Erhalten haben sich im Inneren des Gebäudes lediglich die Fachwerk-Innenwände, teils noch mit Ausfachung sowie einige schmucklose Holzdecken.

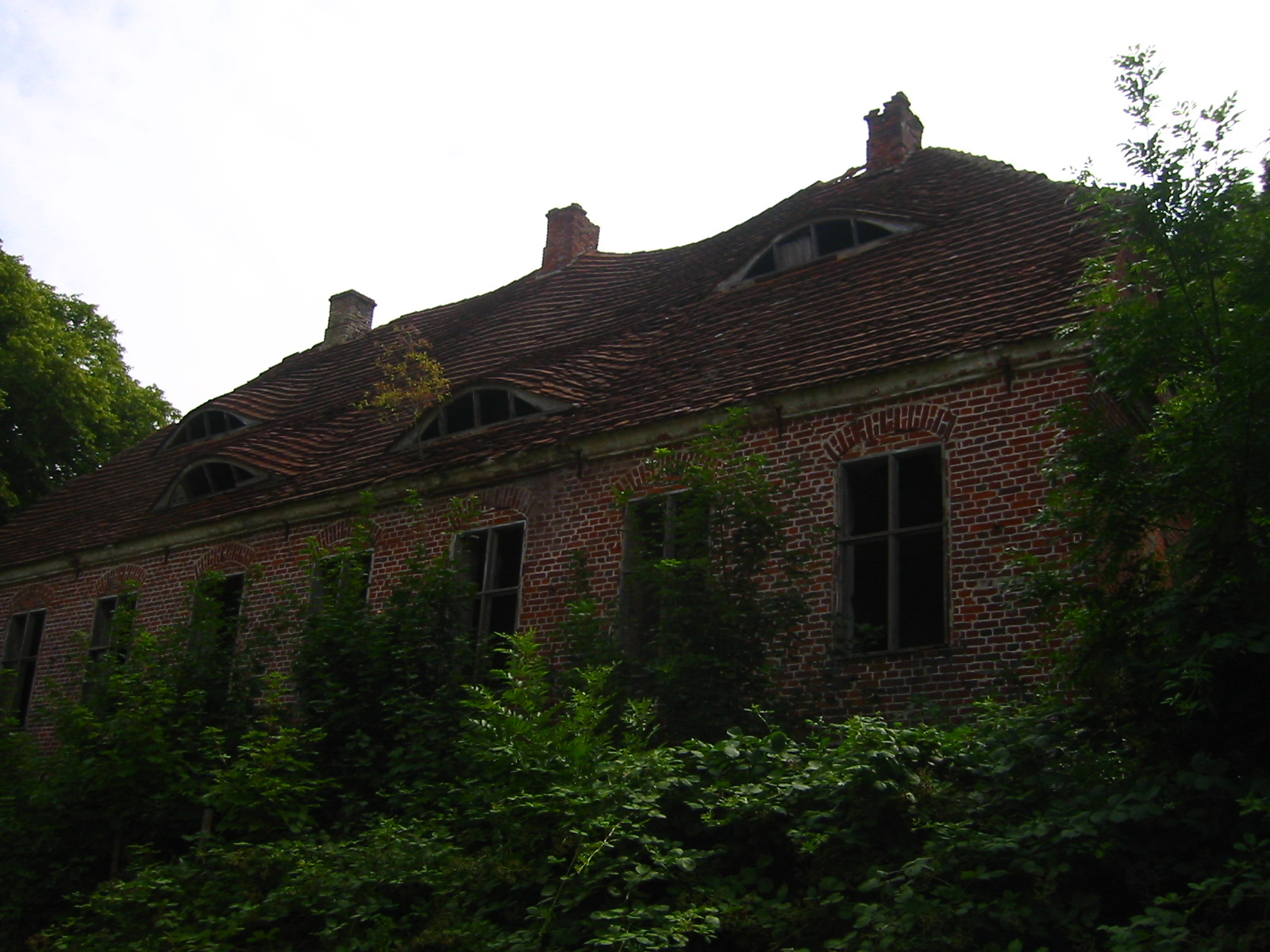
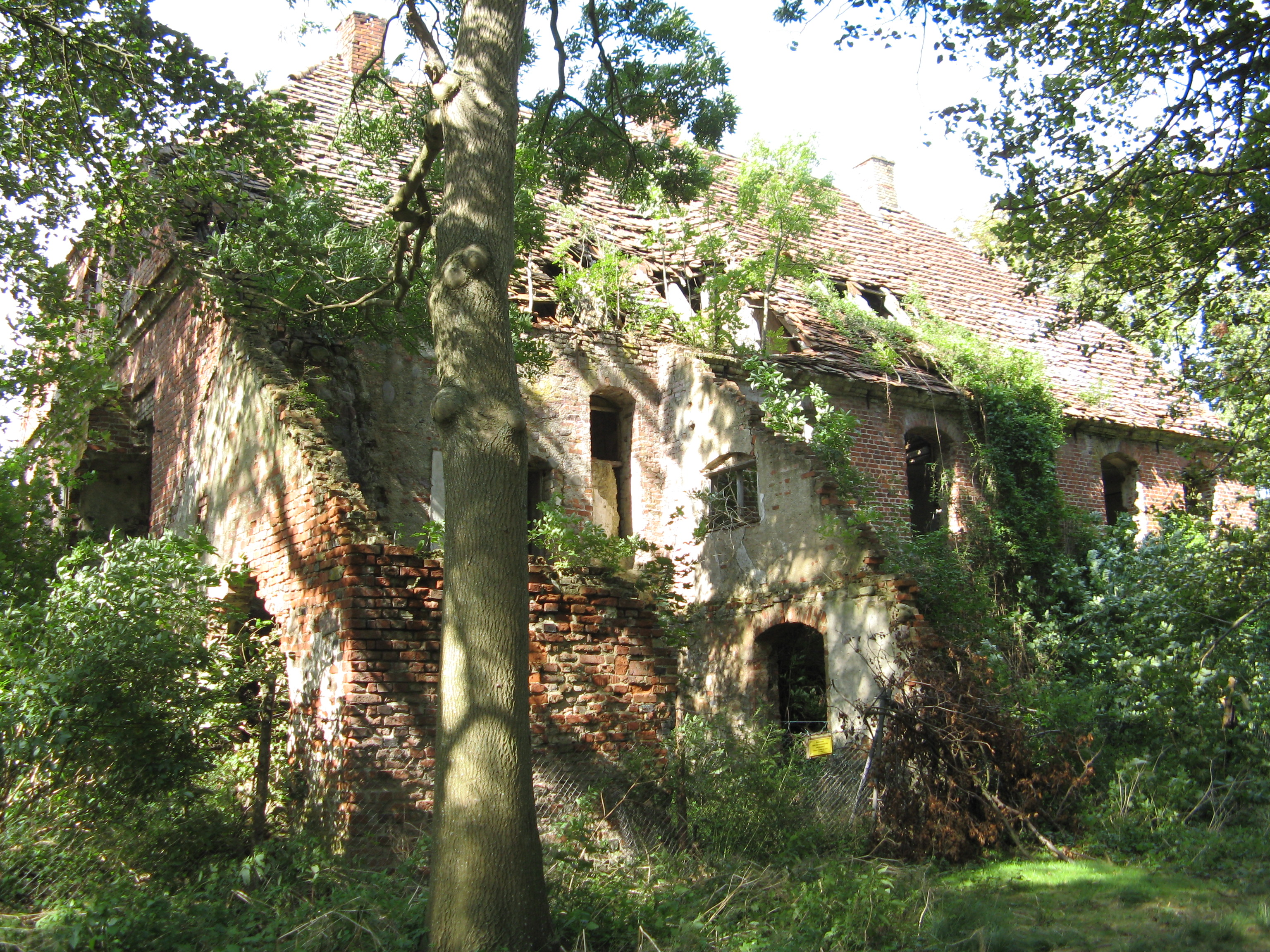
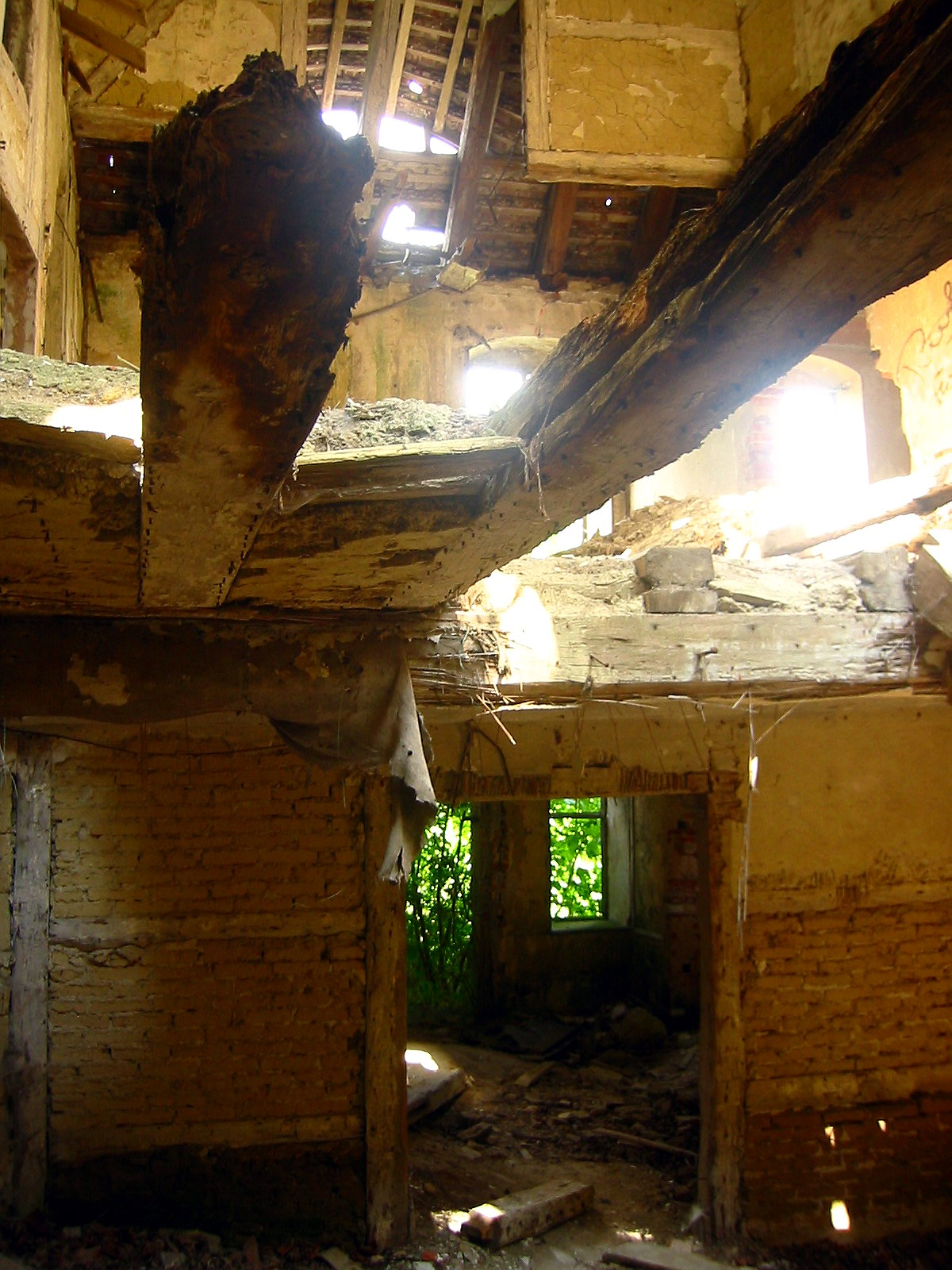
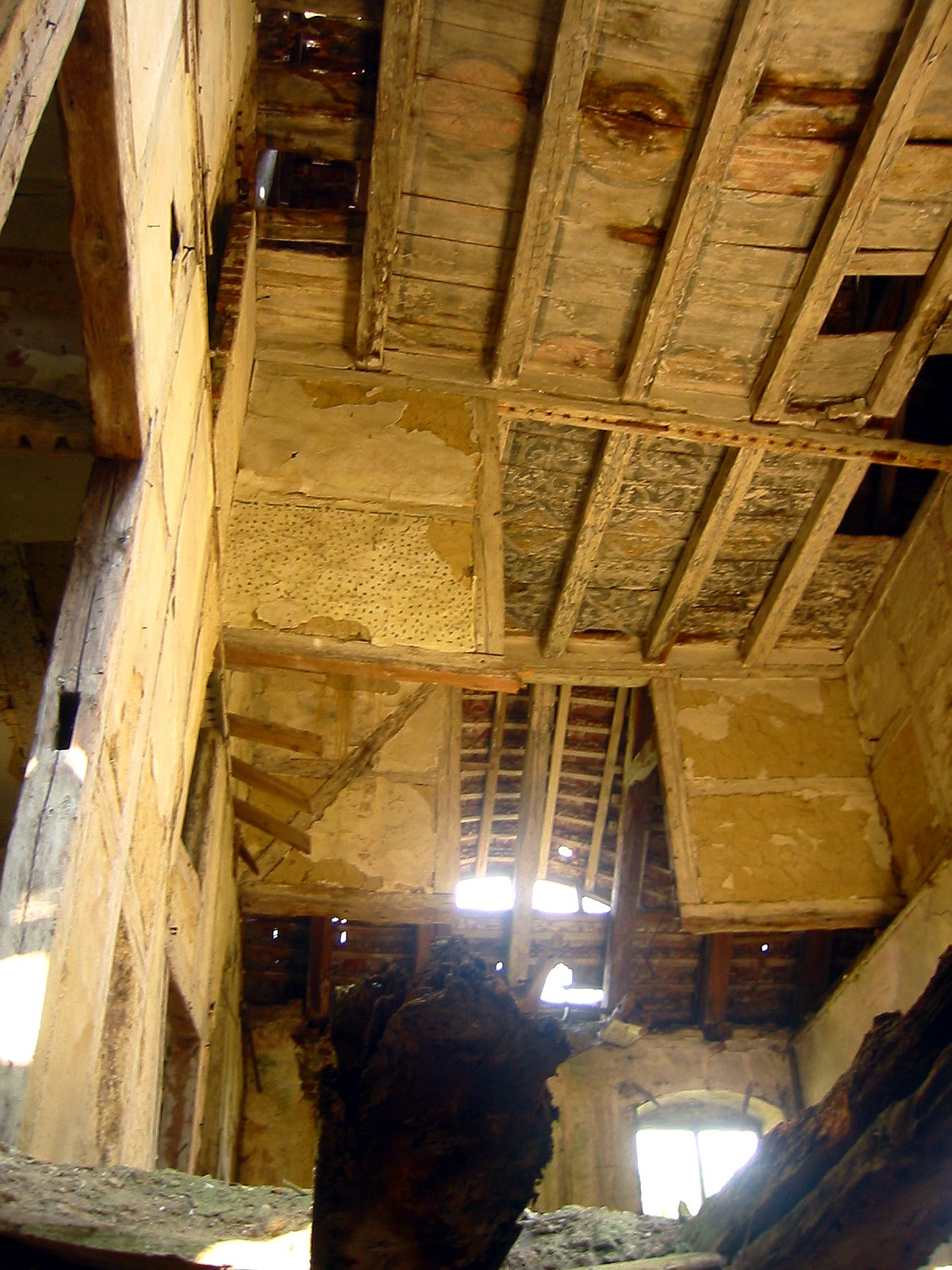
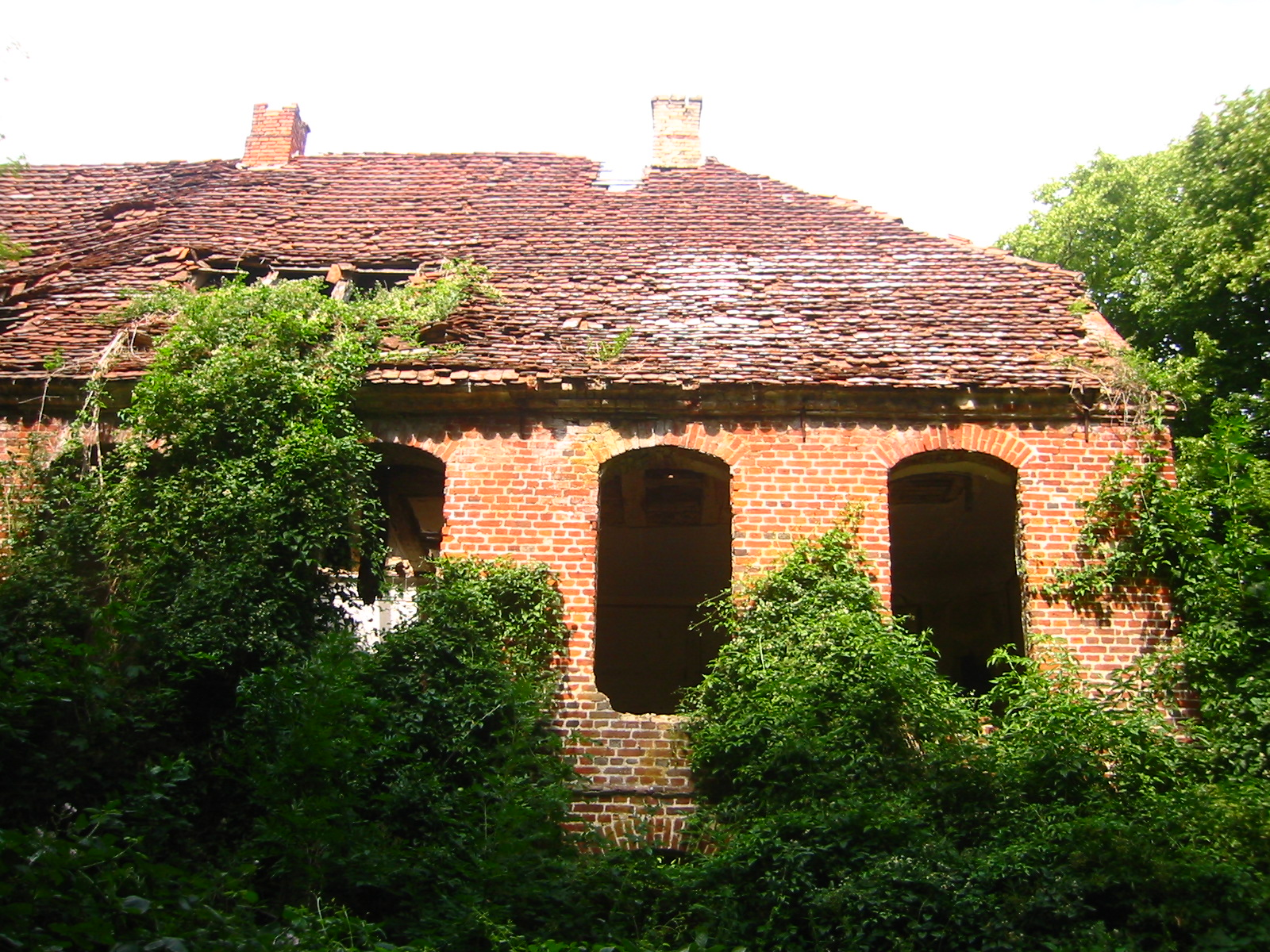

## Park
Dem Gebäude südöstlich vorgelagert befindet sich der barocke Gutspark. Die ungefähr 35.000 m² große Anlage wurde in den Jahren 1720 bis 1730 angelegt und im 19. Jahrhundert erweitert. Das Gutshaus befindet sich am nordwestlichen Ende der Mittelachse.

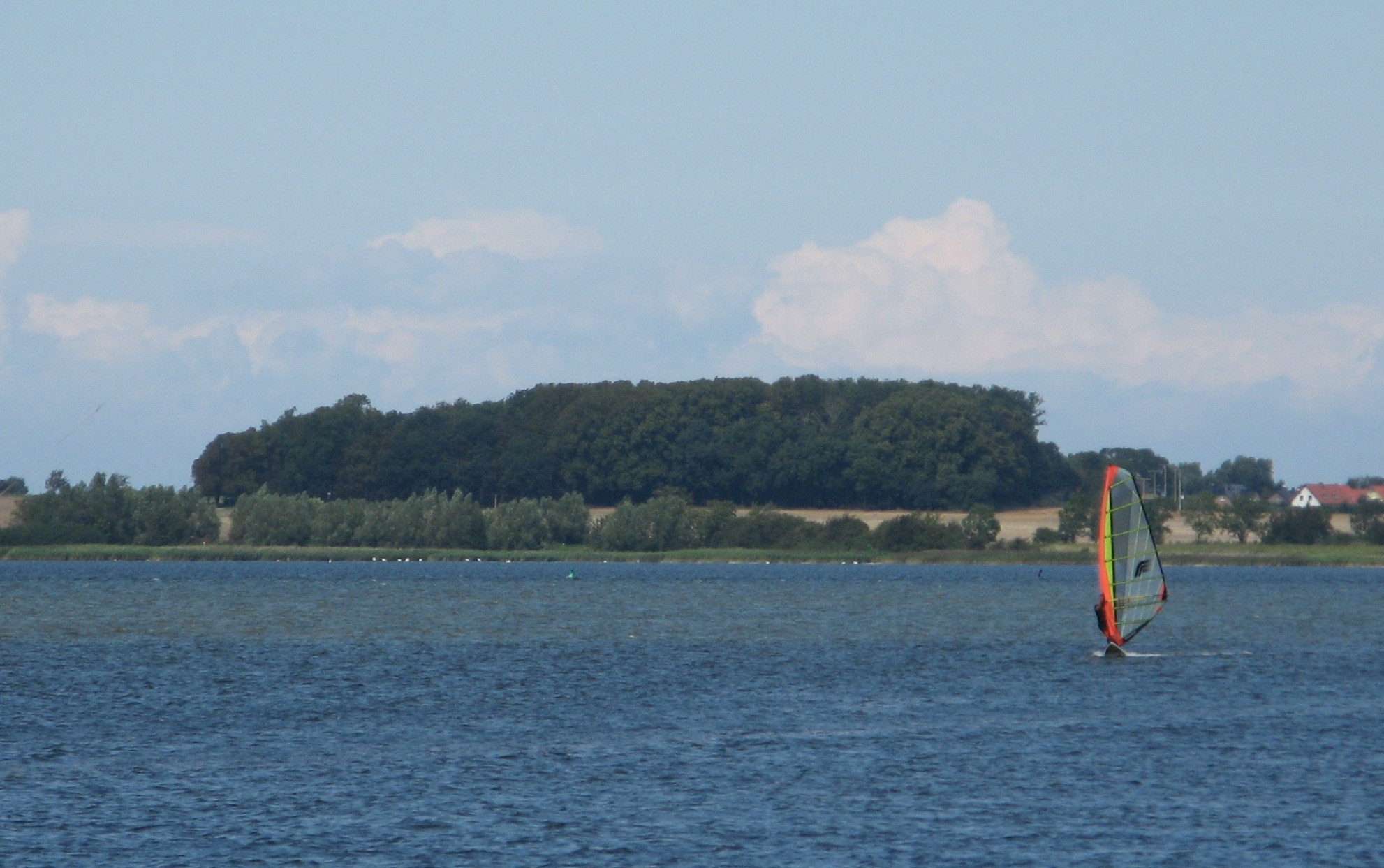
Blick auf den Gutspark über den Wieker Bodden
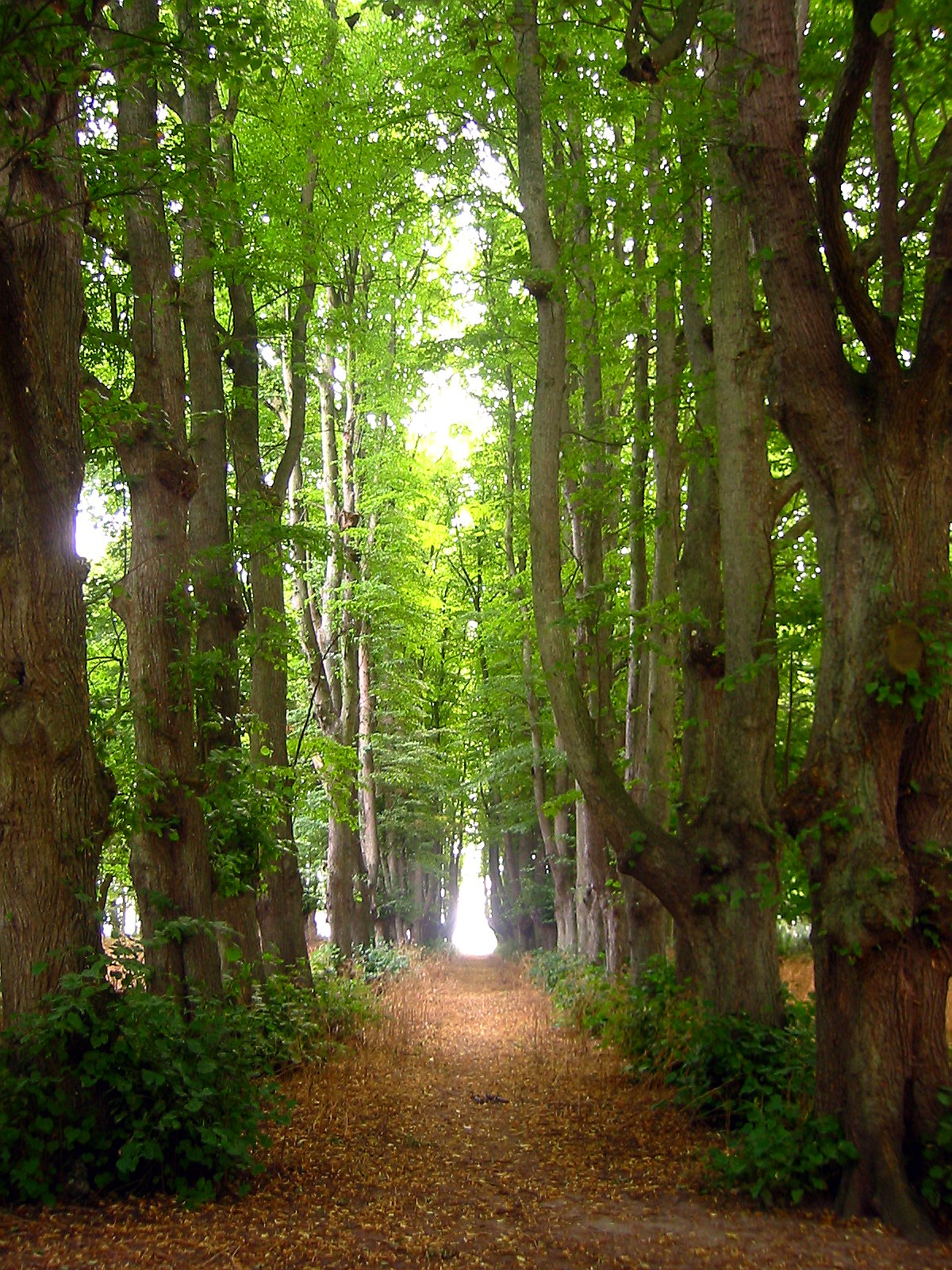
Allee in der Mittelachse